# Sečanj
Sečanj (serbisch-kyrillisch Сечањ, ungarisch Szécsány, deutsch Setschan oder Petersheim) ist ein Ort in der Provinz Vojvodina in Serbien mit ca. 2.600 Einwohnern. Der Ort ist Sitz der gleichnamigen Gemeinde, Opština Sečanj mit etwa 16.300 Einwohnern. Er liegt am rechten Ufer der Temesch. Der wichtigste Wirtschaftszweig ist die Landwirtschaft.

## Nachbarorte
| Ravni Topolovac     | Krajišnik                                   | Jaša Tomić (Sečanj) |
| Banatski Despotovac | Kompassrose, die auf Nachbargemeinden zeigt | Šurjan              |
| Botoš               | Jarkovac                                    | Boka (Sečanj)       |

## Geschichte
Setschan wurde 1806 von deutschen Siedlern gegründet.
Nach dem österreichisch-ungarischen Ausgleich von 1867 kam Setschan unter ungarische Verwaltung. Im gleichen Jahr erhielt die Ortschaft Marktrecht. Während der Zugehörigkeit zum Königreich Ungarn trug der Ort die amtliche Bezeichnung Szécsány. Durch den Vertrag von Trianon (1920) fiel Szécsány an Serbien und trägt seitdem die Ortsbezeichnung Sečanj. 
Vor dem Zweiten Weltkrieg lebten in Sečanj vor allem Deutsche, die an dessen Ende von Partisanen vertrieben wurden. Die deutsche Gemeinschaft wurde somit 1945 aufgelöst. Nach dem Krieg wurden Serben aus der Herzegowina und anderen Teilen des Banats angesiedelt.

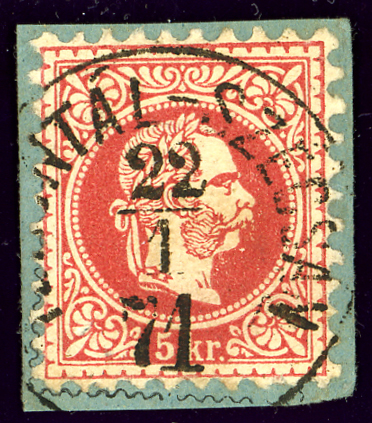
TORONTÁL-SZECSAN im Ungarn (1871).

## Galerie

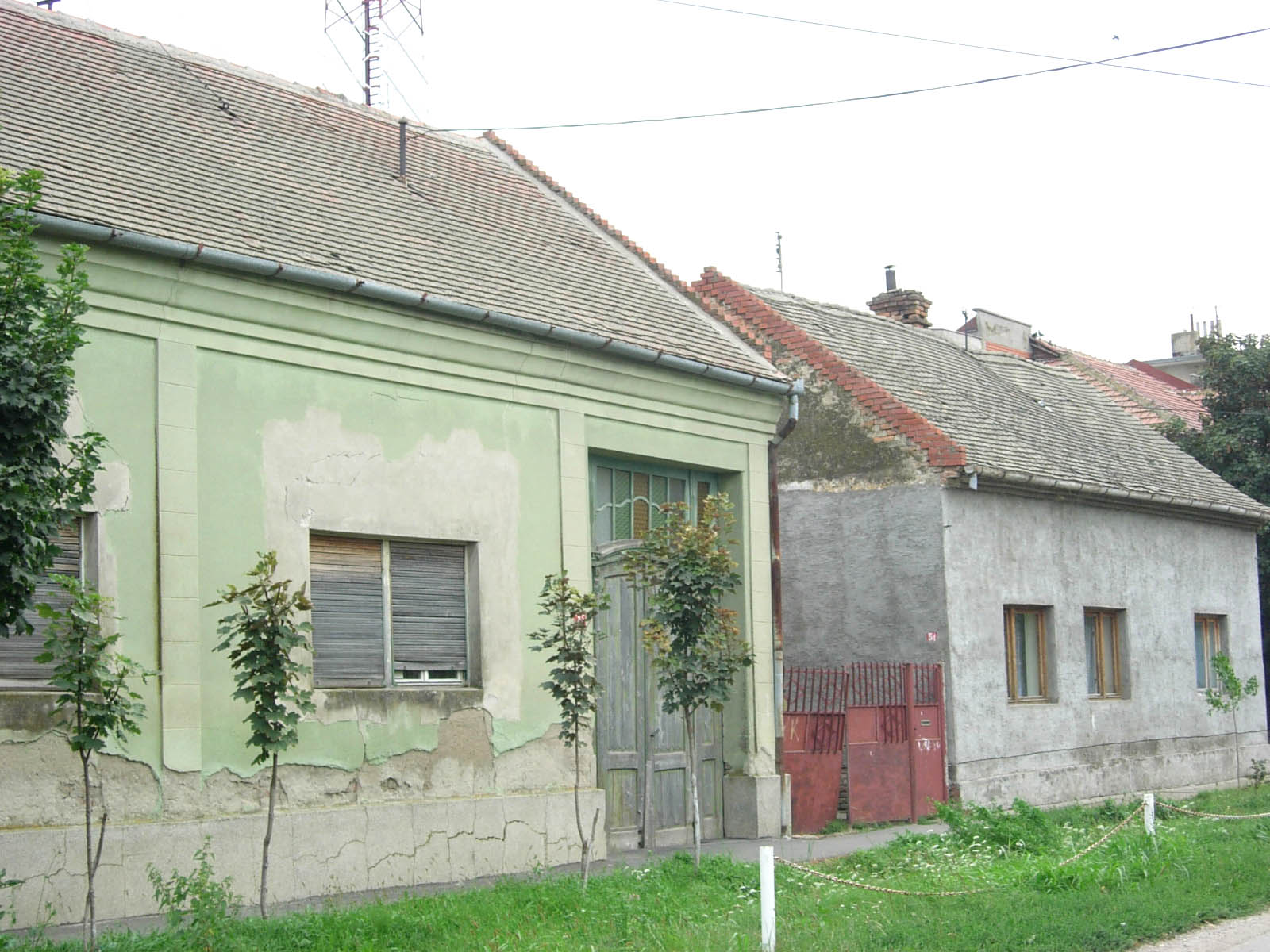
Alte Häuser im Dorf
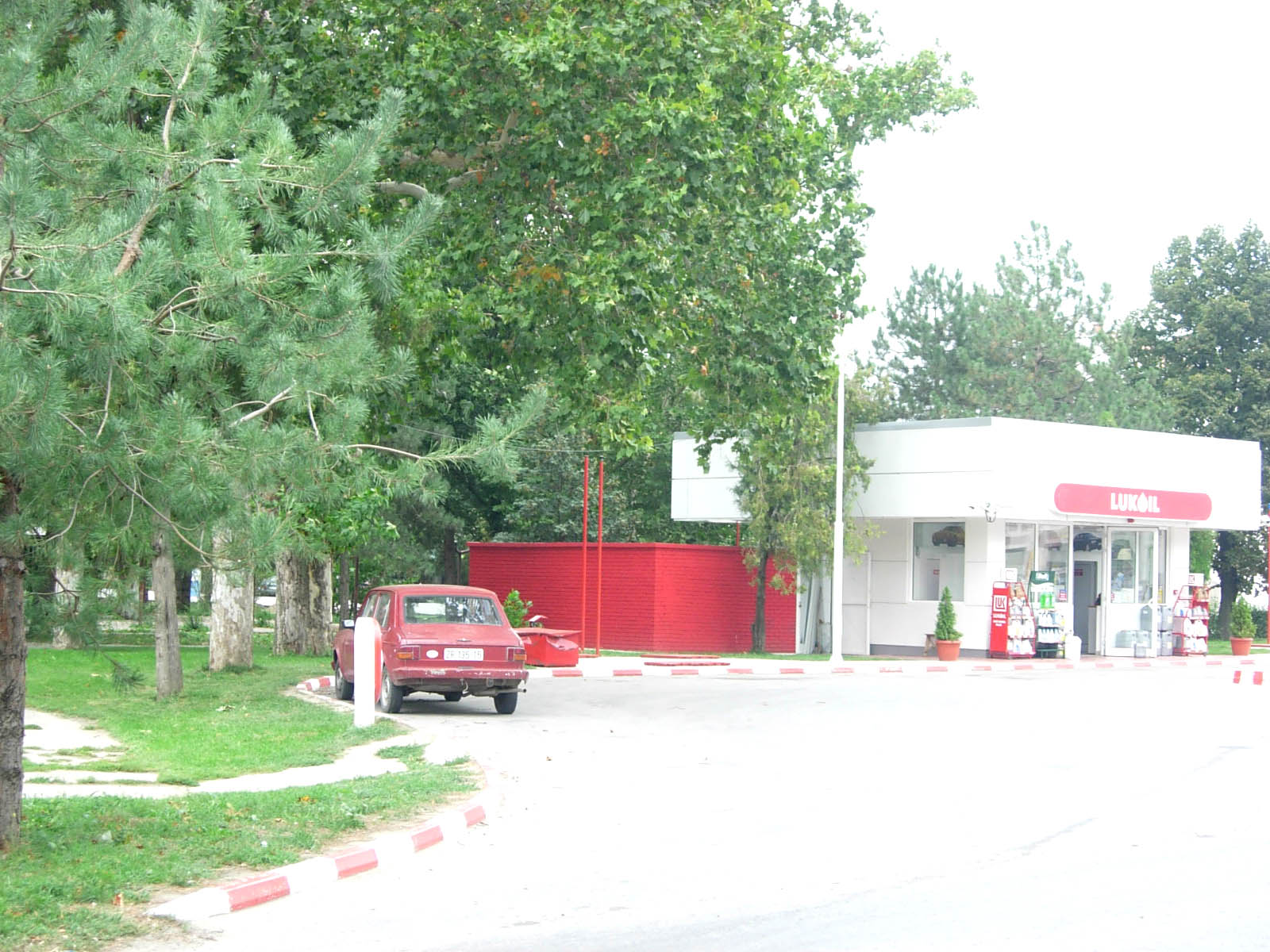
Tankstelle im Dorf, wo bis 1964 die römisch-katholische Kirche stand.

## Persönlichkeiten
- Vilmos Tóth (1832–1898), Politiker und Minister
- Andreas Varga (1913–1944), banatschwäbischer römisch-katholischer Geistlicher und Märtyrer